# Liza tricuspidens
 Liza tricuspidens és un peix teleosti de la família dels mugílids i de l'ordre dels perciformes present a les costes del sud-est de l'Atlàntic (Sud-àfrica). Pot arribar als 75 cm de llargària total.